# Naver Papago
Naver Papago (korejsky: 네이버 파파고; zkráceně: Papago, korejsky: 파파고) je jihokorejská bezplatná on-line vícejazyčná překládací služba vyvinutá společností Naver. Slovo Papago je převzato s Esperanta, kde "papago" znamená "papoušek", překladač ovšem Esperanto nepodporuje.
Služba podporuje korejštinu, angličtinu, japonštinu, čínštinu, francouzštinu, španělštinu, vietnamštinu, thajštinu, indonéštinu, ruštinu, němčinu a italštinu. Je podporována na Androidu, iOS, lze ho použít na PC a je zabudovaný do webového prohlížeče Naver Whale.

## Funkce
Papago ukončilo zkušební verzi a oficiálně bylo spuštěno 19. července 2017 s možnostmi překladu pro korejštinu, japonštinu, čínštinu, angličtinu, španělštinu a francouzštinu. Původně byla k dispozici pouze jako aplikace pro chytré telefony, ale od ukončení zkušební verze spustila webovou stránku a rozšířila se do dalších jazyků. V současné době podporuje 12 jazyků.
V roce 2020 byla zavedena funkce překladu obrázků, takže text na fotografiích lze překládat přímo.
- Režim konverzace - Interaktivní překlad překládaný pomocí rozpoznávání řeči.
- Překlad obrázku - Části fotografie jsou převedeny do textu. Je k dispozici v šesti jazycích: korejština, angličtina, japonština, čínština, vietnamština a thajština.[4]
- WSD - Pokud je ve větě, která má být přeložena, nalezeno homonymum, odpovídající slovo je podtrženo pomocí funkce Word Sense Disposition (WSD). Pod překladem se zobrazí různé možnosti tvaru, díky kterým lze získat lepší překlad. Někdy ovšem kvůli nedostatku dat tato služba nefunguje.
- Push-to-talk - Tato technologie umožňuje rozpoznávání hlasu i v hlučném prostředí.